# 塞羅別霍 (托萊區)
塞羅別霍（西班牙語：Cerro Viejo），是巴拿馬的城鎮，位於該國西部，由奇里基省的托萊區負責管轄，面積59.5平方公里，海拔高度508米，2010年人口1,768，人口密度每平方公里29.7人。